# Hyalinobatrachium lemur
Hyalinobatrachium lemur är en groddjursart som beskrevs av William Edward Duellman och Schulte 1993. Hyalinobatrachium lemur ingår i släktet Hyalinobatrachium och familjen glasgrodor. IUCN kategoriserar arten globalt som otillräckligt studerad. Inga underarter finns listade i Catalogue of Life.